# Kenneth Bainbridge
Kenneth Tompkins Bainbridge, född 27 juli 1904 i Cooperstown, New York, död 14 juli 1996, var en amerikansk fysiker.
Bainbridge blev filosofie doktor vid Cambridge University 1929. Han var i synnerhet verksam som isotopforskare. I flera arbeten analyserade han de positiva strålarna i kanalstrålrör. Bainbridge konstruerade även en masspektrograf som i vissa fall visade sig överlägsen Francis Astons.